# Parasikukia maculata
Parasikukia maculata és una espècie de peix cipriniforme de la família dels ciprínids.

## Morfologia
- Els mascles poden assolir 3,8 cm de longitud total.
- Nombre de vèrtebres: 30.[3]

## Hàbitat
És un peix d'aigua dolça i de clima tropical.

## Distribució geogràfica
Es troba a Àsia: Tailàndia.